# Émeraude (S604)
Pour les articles homonymes, voir émeraude (homonymie).
Le sous-marin nucléaire d'attaque (SNA) Émeraude est l'un des six SNA de classe Rubis de la Marine nationale française. C'est le quatrième exemplaire d'une série de six sous-marins construits par la DCN.

## Histoire
Le SNA est mis en chantier le 4 mars 1983, lancé le 12 avril 1986 à Cherbourg, et admis au service actif le 15 septembre 1988. Il est affecté à l'escadrille des sous-marins nucléaires d'attaque (ESNA) basée à Toulon.
Le 22 septembre 2017, Villefranche-sur-Saône (Rhône) devient sa ville marraine.

### Service actif
- 1999 : Opération Trident.[réf. nécessaire]
- 2009 : à partir du 6 juin 2009, et pendant un mois, il participe à la recherche des boîtes noires de l'Airbus A330 d'Air France (vol AF447 Rio de Janeiro-Paris) qui s'est abîmé en mer le 1er juin 2009[2]. Il réalise des enregistrements sonores qui seront retraités un an plus tard avec un logiciel amélioré. Ce nouveau traitement permet d'isoler des signaux de balises, et de donner les positions probables des boîtes noires[3]. Les positions détectées sont erronées : les signaux détectés proviennent de l'intérieur du sous-marin, un membre d'équipage se faisant l'oreille en écoutant les sons émis par des balises[4].
- 2020 : En décembre, l'Émeraude fait escale à la base navale américaine de Guam en compagnie de la Seine[5]. Il participe à des exercices avec le sous-marin d'attaque Asheville[6].
- 2021 : en janvier ou début février, il croise avec le Seine en mer de Chine méridionale, des eaux internationales revendiquées par la Chine[7].
- 2024 : fin septembre, une cérémonie au monument des sous-mariniers de Toulon marque l’ultime prise de commandement du sous-marin, qui quitte le 8 octobre 2024[8] Toulon pour rejoindre Cherbourg, où il sera désarmé après 36 ans de service[9]. Il rejoint le port normand le 15 novembre et retiré du service le 12 décembre 2024[10].

### Accidents
- Le 30 mars 1994, alors que l'Émeraude participe à un exercice de lutte anti-sous-marine, une explosion suivie d'un dégagement de vapeur tue dix marins sur les 11 qui se trouvaient dans le compartiment des turbo-alternateurs[11]. Le onzième marin a survécu car il s'est réfugié dans l'avant du compartiment[12]. Ce grave accident survient alors que quelques semaines auparavant, son homologue l’Améthyste avait heurté le fond lors d'une fausse manœuvre au large du cap Ferrat, sans qu'il y ait de victime.

## Caractéristiques

### Navigation
L'Émeraude est équipé de deux centrales inertielles de navigation SIGMA 40 XP créées par Sagem pour les sous-marins de type SNA.